# Gonzalo Goñi
Marcos Gonzalo Goñi (Pedro Luro, 16 agosto 1998) è un calciatore argentino, difensore del Platense.

## Caratteristiche tecniche
È un difensore centrale.

## Carriera
Cresciuto nel settore giovanile del Boca Juniors, debutta in prima squadra il 12 maggio 2018 in occasione dell'incontro di Primera División pareggiato 3-3 contro l'Huracán.

## Statistiche

### Presenze e reti nei club
Statistiche aggiornate al 13 luglio 2025.
| Stagione               | Squadra                | Campionato             | Campionato | Campionato | Coppe nazionali | Coppe nazionali | Coppe nazionali | Coppe continentali | Coppe continentali | Coppe continentali | Altre coppe | Altre coppe | Altre coppe | Totale | Totale |
| Stagione               | Squadra                | Comp                   | Pres       | Reti       | Comp            | Pres            | Reti            | Comp               | Pres               | Reti               | Comp        | Pres        | Reti        | Pres   | Reti   |
| ---------------------- | ---------------------- | ---------------------- | ---------- | ---------- | --------------- | --------------- | --------------- | ------------------ | ------------------ | ------------------ | ----------- | ----------- | ----------- | ------ | ------ |
| 2017-2018              | Boca Juniors           | PD                     | 1          | 0          | CA              | 0               | 0               | CL                 | -                  | -                  | SA          | -           | -           | 1      | 0      |
| 2018-2019              | Agropecuario           | PBN                    | 2          | 0          | CA              | 0               | 0               | -                  | -                  | -                  | -           | -           | -           | 2      | 0      |
| 2019-2020              | Estudiantes (BA)       | PBN                    | 18         | 1          | CA              | 3               | 0               | -                  | -                  | -                  | -           | -           | -           | 21     | 1      |
| 2020                   | Godoy Cruz             | -                      | -          | -          | CA+CM           | 2+9             | 0               | -                  | -                  | -                  | -           | -           | -           | 11     | 0      |
| 2021                   | Godoy Cruz             | PD                     | 0          | 0          | CA+CdL          | 0+1             | 0               | -                  | -                  | -                  | -           | -           | -           | 1      | 0      |
| Totale Godoy Cruz      | Totale Godoy Cruz      | Totale Godoy Cruz      | 0          | 0          |                 | 12              | 0               |                    | -                  | -                  |             | -           | -           | 12     | 0      |
| 2021                   | Arsenal Sarandí        | PD                     | 16         | 0          | -               | -               | -               | -                  | -                  | -                  | -           | -           | -           | 16     | 0      |
| 2022                   | Arsenal Sarandí        | PD                     | 19         | 1          | CA+CdL          | 1+14            | 0+2             | -                  | -                  | -                  | -           | -           | -           | 34     | 3      |
| Totale Arsenal Sarandí | Totale Arsenal Sarandí | Totale Arsenal Sarandí | 35         | 1          |                 | 15              | 2               |                    | -                  | -                  |             | -           | -           | 50     | 3      |
| 2023                   | Central Córdoba (SdE)  | PD                     | 16         | 1          | CA+CdL          | 1+10            | 0               | -                  | -                  | -                  | -           | -           | -           | 27     | 1      |
| 2024                   | Barracas Central       | PD                     | 18         | 0          | CA+CdL          | 2+14            | 0               | -                  | -                  | -                  | -           | -           | -           | 34     | 0      |
| 2025                   | Platense               | PD                     | 2          | 0          | CA              | 1               | 0               | -                  | -                  | -                  | -           | -           | -           | 3      | 0      |
| Totale carriera        | Totale carriera        | Totale carriera        | 92         | 3          |                 | 58              | 2               |                    | -                  | -                  |             | -           | -           | 150    | 5      |

## Palmarès

### Club

#### Competizioni nazionali
- Campionato argentino: 2

Boca Juniors: 2017-2018
Platense: 2025 (Apertura)